# صباح‌الدین علی
صباح‌الدین علی (ترکی استانبولی: Sabahattin Ali; ۲۵ فوریهٔ ۱۹۰۷ – ۲ آوریل ۱۹۴۸) شاعر، نویسنده رمان و داستان کوتاه و روزنامه‌نگار اهل ترکیه بود.
او برای رمان کوتاه «مادونا با پالتوی پوست» و هفته‌نامه طنز، «مارکو پاشا» به صاحب امتیازی و سردبیری خودش، شناخته می‌شود. این هفته‌نامه را علی با همکاری عزیز نسین و رفعت ایلگاز منتشر می‌کرد و همیشه مورد سانسور حکومت بود. علی دو بار به خاطر نوشته‌هایش زندانی شد و دو روزنامه‌ای که تأسیس کرد، به محض انتشار تعطیل شدند. 
صباح‌الدین علی در سال ۱۹۴۸ در مرز بلغارستان به ضرب گلوله کشته شد.

## زندگی

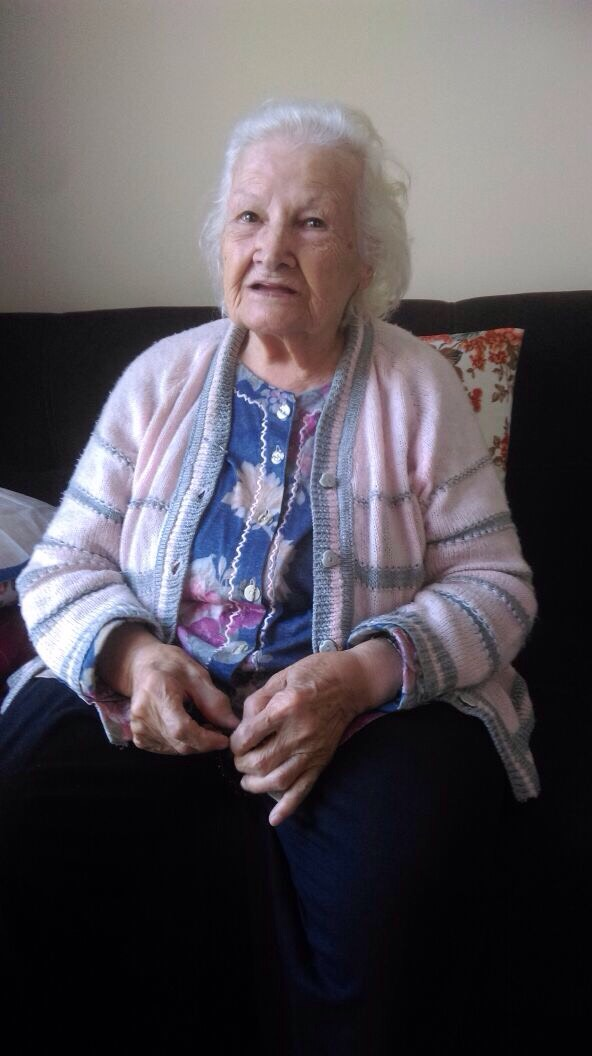
خواهر صباح‌الدین علی

صباح‌الدین علی در سال ۱۹۰۷ در شهر آردینو در جنوب بلغارستان متولد شد که در آن زمان جزو امپراتوری عثمانی بود. او پس از تحصیلات متوسطه وارد مدرسه آموزگاری بالیک‌اسیر شد. بعد به به دانشکده تربیت معلم استانبول رفت و مدرک پایان تحصیل خود را در سال ۱۹۲۶ از این دانشگده وریافت کرد. سپس یک سال در یوزغاد به تدریس پرداخت. در سال ۱۹۲۸ با قبولی در آزمون وزارت آموزش ملی، به آلمان رفت و دو سال بعد، در بازگشت به ترکیه مشغول تدریس زبان آلمانی ر دبیرستان‌های  آیدین و قونیه شد.
در قونیه به علت سرودن شعری در انتقاد از سیاست‌های آتاتورک دستگیر و محکوم به یک سال زندان شد اما پس از چند ماه در سال ۱۹۳۳ با استفاده از عفو ده‌سالگی جمهوری ترکیه از زندان آزاد شد و پس از سرودن شعر «عشق من» در وصف آتاتورک و اثبات وفاداری خود، اجازه تدریس مجدد گرفت. در این هنگام به اداره نشریات وزارت آموزش ملی منتقل شد. 
در ۱۶ ماه مه ۱۹۳۵ صباح‌الدین علی با عالیه ازدواج کرد؛ آنها دختری به نام فلیز داشتند. علی در سال ۱۹۳۶ به خدمت سربازی فراخوانده شد اما دوباره در دوره جنگ جهانی دوم، مانند بسیاری دیگر از مردان ترکیه، مجبور به خدمت در ارتش شد. او در سال ۱۹۴۴ دوباره دستگیر و زندانی شد. 
علی در بین سال‌های ۱۹۴۵–۱۹۴۱ در کنسرواتوار دولتی آنکارا زبان آلمانی تدریس می‌کرد و در خلال سال‌های ۱۹۴۷–۱۹۴۶ هفته‌نامه‌های طنز سیاسی «مرحوم پاشا»، «مارکو پاشا»، «معلوم پاشا» و «اوکوز پاشا» را منتشر می‌کرد. اما این روزنامه‌ها به دلیل تشابه نام با عصمت پاشا توقیف شدند.

## مرگ

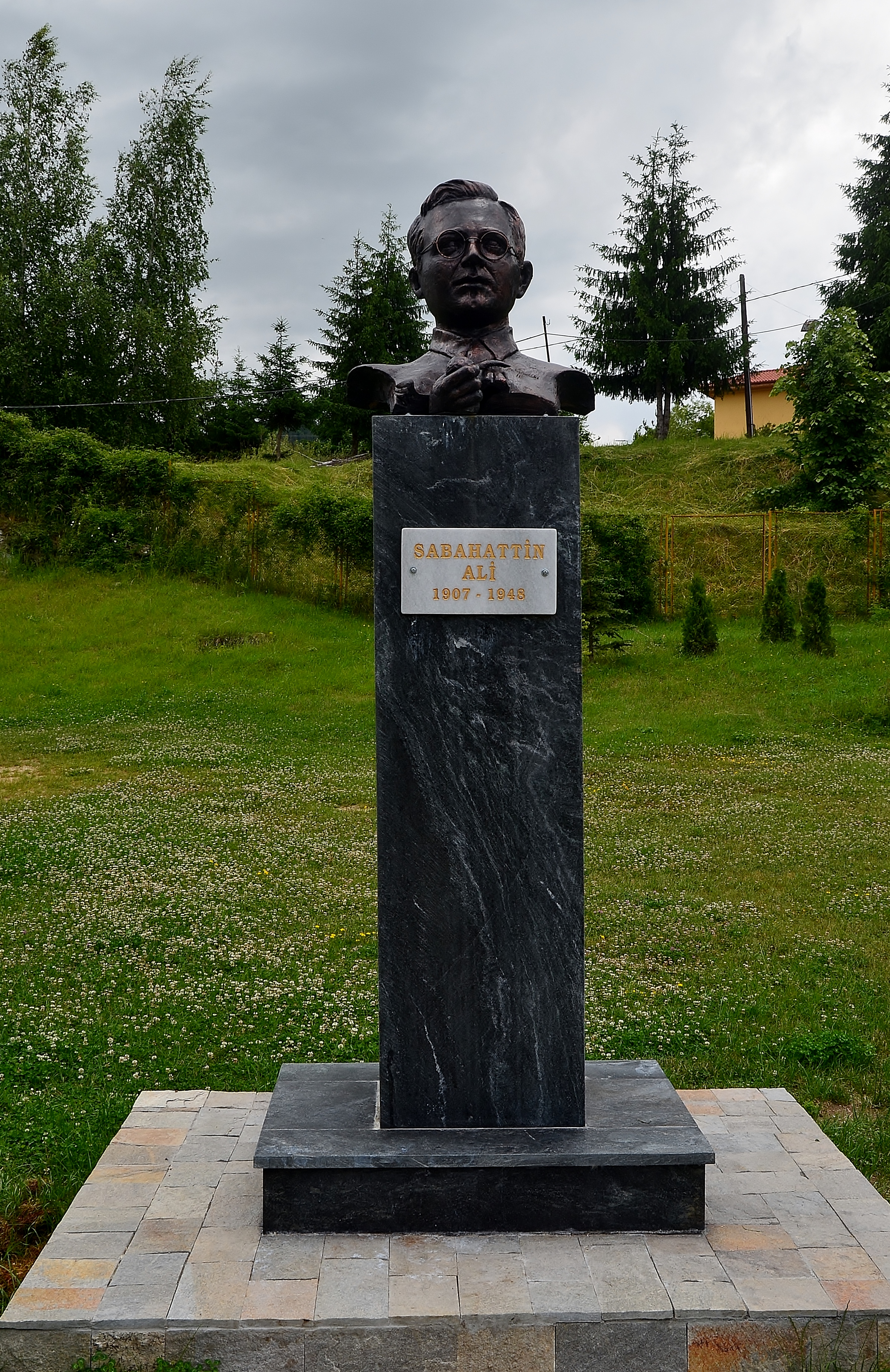
تندیس نیم‌تنه صباح‌الدین علی در زادگاهش آردینو در بلغارستان.

جسد بیجان صباح‌الدین علی در روز ۱۶ ژوئن ۱۹۴۸ در منطقه مرزی ترکیه و بلغارستان پیدا شد. روز مرگ او اول یا دوم آوریل همان سال تخمین زده می‌شود. او پس از آزادی از زندان دچار مشکلات مالی شده بود و تصمیم به ترک کشور گرفت اما درخواستش برای گرفتن پاسپورت رد شد. به همین دلیل قصد داشت به صورت غیرقانونی از کشور خارج شود. باور عمومی این است که علی توسط یک قاچاقچی به نام «علی ارتکین» کشته شده است. ارتکین برای عبور دادن علی از مرز مبلغی از او دریافت کرده بود اما با سرویس امنیت ملی در ارتباط بود و در صورتی که خودش علی را نکشته باشد او را به مقامات امنیتی تحویل داده است. نزدیکان صباح‌الدین علی نیز معتقدند مرگ او به دلیل شکنجه توسط نیروهای امنیت ملی صورت گرفته است اما این ادعا هرگز اثبات نشد.

## آثار
آثاری از  صباح‌الدین علی که به فارسی ترجمه شده‌اند:
- مدونای پوستین‌پوش که ۴ بار به فارسی ترجمه شده است (مترجمین عین‌له غریب، سولماز حسن‌زاده، مهلا منصوری، حکیمه مرادی)
- عشق کولی با ترجمه شهرام دشتی
- سگ خوشبخت با ترجمه مژده الفت
- شیطان درون ما با ترجمه‌هایی از برهان قندیلی و پری اشتری
- یوسف با ترجمه راهب محمدی